# Kabupaten d'Aceh Jaya

Localisation dans la province d'Aceh.

Le kabupaten Aceh Jaya est un kabupaten de la province d'Aceh. Il est situé à la pointe ouest de l'île de Sumatra.

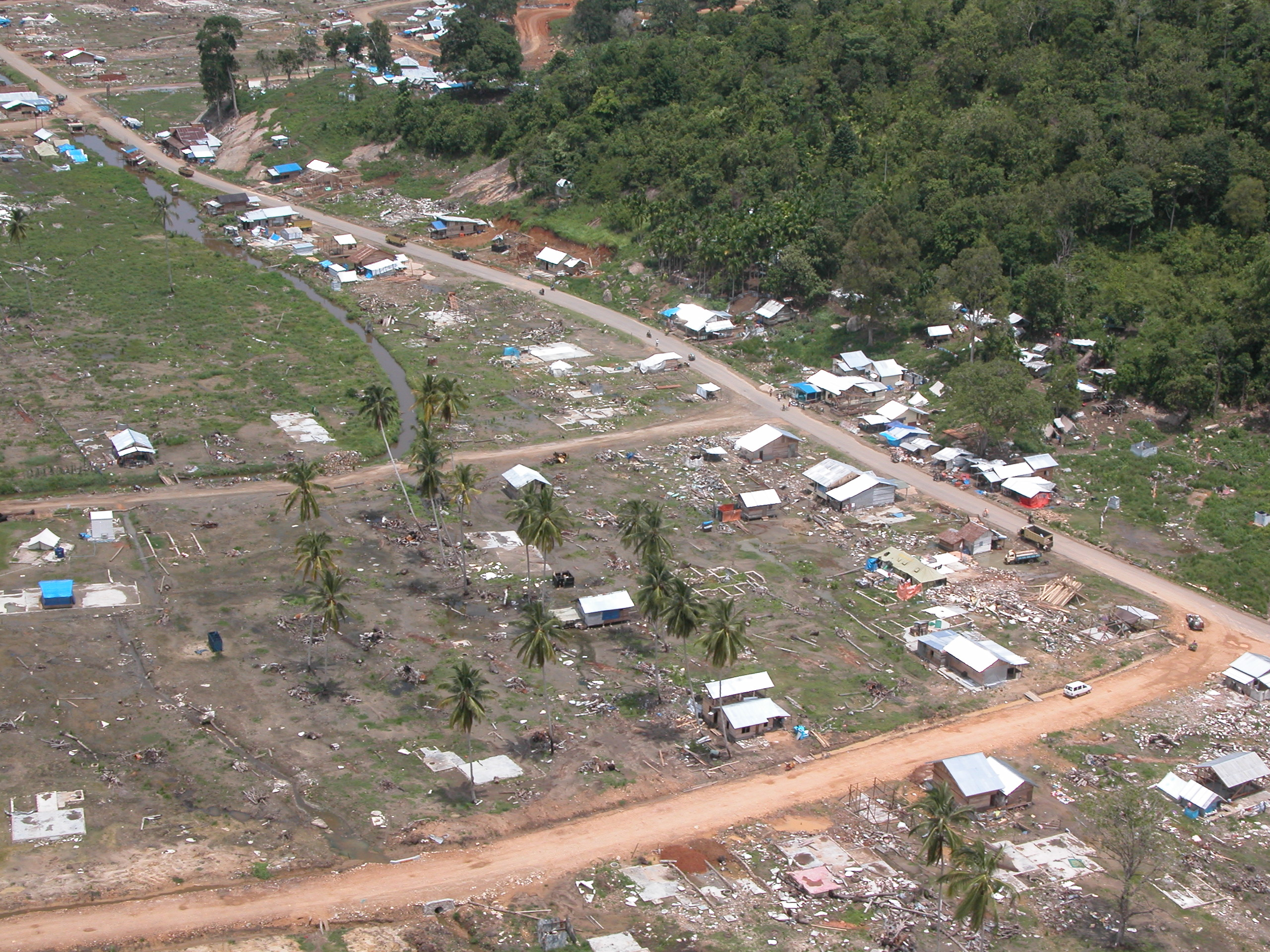
Village de Calang en mai 2005.

En 2019, sa population était estimée à 92 893 habitants.